# Péninsule de Chita

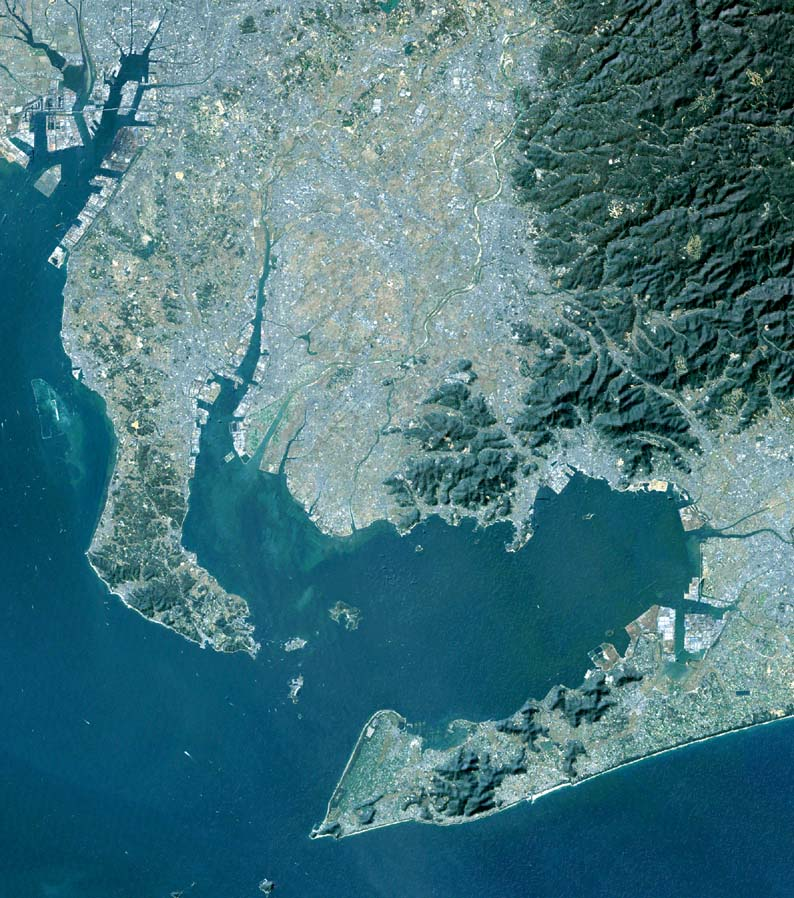
Image satellite de la péninsule de Chita (à gauche), la baie de Mikawa (au centre) et la péninsule d'Atsumi (en bas à droite).

Localisation.

La péninsule de Chita (知多半島, Chita hantō) est une péninsule au sud de la préfecture d'Aichi, au centre de l'île de Honshū, au Japon. Elle est à peu près orientée nord-sud. À l'ouest se trouve la baie d'Ise ; à l'est, la baie de Mikawa. L'extrémité de la péninsule d'Atsumi est au sud-est et ferme la baie de Mikawa. Le nord de la péninsule est limitrophe avec la ville de Nagoya.
Les villes, villages ou districts suivants sont situés sur cette péninsule (du nord au sud) :
- Tōkai
- Ōbu
- Chita
- Higashiura
- Agui
- Tokoname
- Handa
- Taketoyo
- Mihama
- Minamichita